# 식민지반봉건론
식민지반봉건론(植民地半封建論)은 남아메리카에서 등장한 종속 이론 및 마르크스주의에 대한 교조적 경제주의 해석에 기반하여 만들어진 한국식 종속 이론이다. 1980년대 대한민국의 학생 운동권인 민족 해방 계열에 강력한 영향을 주었다.
식민지반봉건론에 따르면 경제적으로 예속된 식민지 국가는 자체적인 발전 동력을 상실하여 자본주의로의 발전이 이루어질 수 없지만, 지엽적인 차원에서 자본주의 근대화의 자극을 받게 된다. 따라서 이러한 정체(政體)가 유지되는 사회구성체를 완전한 봉건 사회도 아니고, 완전한 자본주의 사회도 아닌, 반봉건사회(半封建社會)라고 한다. 이 시기 대지주와 자본가들은 스스로의 이익을 쌓기 위해 종속 상태에 동조하며, 매판지주, 매판자본가로 된다. 선진 자본주의 국가는 항상 후진 자본주의 국가가 갖는 이윤율 이상의 이윤율을 갖게 되는데, 이러한 구조는 후진 자본주의 국가에 뿌리내린 선진국 대외 자본의 영향을 받아서 진행되는 현상이다. 자본의 예속도 및 자율성에 따라 중심부, 주변부, 준주변부, 종속부(식민지)로 나눌 수 있다.

## 개요
A. G. 프랑크, R. 도스 산토스 등의 남미 국제정치경제학자들은 19세기 후반을 기점으로 20세기 중반까지 남미의 경제 구조가 이어져 오면서 서서히 남미의 경제 발전이 더뎌져 오는 것을 장기화 된 경제 식민지화 때문이라고 보았다. 즉 한 국가 체계에서 지속적인 경제 발전이 성공하려면 경제적 또는 외교적 식민지 상태에서 벗어나고 독자적인 자본주의 사회를 구성해야 한다고 주장한다. 이렇듯 종속 이론은 정치·경제적 예속 상태에서 벗어나기 위한 목적성을 갖고 있으며, 반드시 사회주의 국가를 이루려는 사상으로 취급되지는 않는다. 또한 이들도 식민지반봉건론이라는 용어를 사용한 예가 있으나, 그 의미는 ‘대한민국의 식민지반봉건론’과 다른 점이 분명히 존재하기에 둘을 비슷한 것으로 취급해서는 안 된다. 여러 차이점에도 불구하고 남미의 종속 이론을 대한민국 상황에 적용한 것을 대한민국 내에서 ‘식민지반봉건론’이라고 칭하며. 대한민국의 식민지반봉건론은 다음과 같은 이론에 영향을 받았다.
1. 남아메리카의 종속 이론
2. 마르크스주의에 대한 교조적 경제주의 해석이라고 할 수 있는 일본 마르크스주의 경제학 (멘셰비키주의, 카우츠키주의 경향)
3. 마오쩌둥 사상의 자본주의맹아론 (이영훈의 경우는 ‘소농사회론’에 기초하고 있기 때문에 해당이 되지 않는다)
4. 수량경제학

안병직을 포함한 식민지반봉건론 이론가들은 한국의 경제 상태가 선진 자본주의 국가들에 예속된 상태면, 이것은 장기적으로 한국 경제 발전에 한계를 물리는 구조로 될 것이며 자율적인 자본주의 발전을 이룰 수 없게 만든다고 보았다. 이러한 상태에서 벅어나기 위해서는 대미(對美) 종속 관계를 타파하여 독자적인 경제 발전을 이루어야 한다고 주장했다. 하지만 1980년대 삼저호황으로 인한 고도 성장, 그리고 그 후에 나타난 소련 붕괴로 인해 식민지반봉건론자들은 종속 이론에 결함이 있다고 판단하여 반제국주의 노선을 포기하고 대거 변절하기에 이른다. 이후 안병직의 경우는 (3)의 입장을 완전히 버렸으며, 오히려 조선 사회를 봉건사회도, 노예제 사회도 아닌, 이 사이에 머문 사회라고 분석한 동시에 자체적인 동력이 없다고 보게 된다. 이는 마르크스의 저서 『정치경제학 비판 요강』(독일어: Grundrisse der Kritik der politischen Ökonomie)에서 등장하는 ‘아시아적 생산양식’과 비슷한 입장이다.

## 근대화 이론
식민지반봉건론자들은 기본적으로 식민지화가 식민지의 독자적인 경제 발전을 막는다고 보았으나, 식민지화가 하나의 강력한 자본주의 자극으로 될 수 있다고 한다. 예를 들어, 식민지 국가에 대한 선진 자본주의 국가의 강매 행위와 자본 투자는 식민지 국가의 경제 구조에 자본주의 충격을 가할 수 있다. 그러나 이것은 어디까지나 제국주의 국가의 자기이익을 위한 것일 뿐, 장기적으로 식민지는 후진 반봉건사회로 정체하게 된다. 이에 대한 근거는 여러 가지가 있다. 제국주의 국가는 식민지의 매판지주와 매판자본을 필두로 하여 기생적 자본주의를 식민지에 뿌리내리고, 일정 이상의 발전을 불가능하게 만든다. 대표적으로 일제강점기 시기 일본 제국은 조선 반도 내 조선인의 자유로윤 사업 활동을 막았으며, 일본 자본의 진출을 돕기 위해 조선인 계통의 기생적 매판자본만을 선별하여 도왔다.

## 자본주의붕괴론에 대한 입장
일본 제국의 경제가 20년대 후반의 경제 대공황으로 인해 크게 붕괴했음에도 불구하고 이들은 식민지를 계속 확대·팽창하여 자체 이윤을 다시 불리려고 하였다. 자본주의의 최고 단계인 제국주의 단계에서 각 제국은 세계 재분할을 계속 감행하여 자본 팽창을 감행한다. 이렇게 하여 자체 자본주의 붕괴를 막으려고 한다.

## 민족해방운동의 정당성
따라서 지속적인 경제 발전을 위해서 외교적 또는 경제적 식민지 상태를 타도하는 민족해방운동의 정당성을 주장한다. 민족해방이 완수되면, 해당 사회구성체는 자주적인 경제 체제를 갖게 된다. 여기서 민족 부르주아지가 주도적인 역할을 하게 되며, 이들은 해당 사회구성체의 지속적인 경제 발전에 기여한다. 이러한 이론은 대한민국의 학생운동권 분파인 NL(민족해방)이 받아들이게 된다.

## 중진자본주의론
식민지반봉건론에 기초한 학자들은 대한민국이 일본으로부터 해방된 뒤에도 미국의 식민지배를 받았기에 자체적인 자본주의 달성은 불가능하다고 보았다. 그러나 80년대 대한민국은 경제 호황기를 맞았고 일부 기업 성과에서 일본의 중소기업 성과를 앞지르게 된다. 안병직을 비롯한 식민지반봉건론자들은 기존의 이론을 캐치업(catch-up) 이론으로 수정하기에 이른다. 캐치업 이론에 따르면 반봉건국가는 선진 자본주의 국가의 성공 사례를 부분적으로 모방하여 자체적인 자본 성장을 꾀할 수 있다는 것이다. 그러나 이러한 캐치업 행위를 한다고 하더라도 본질적으로 자본주의 도달은 불가능하다고 보았다. 이 캐치업 이론에 근거한 수정주의 이론 전반을 ‘중진자본주의론’이라고 한다. 그러나 1991년 소련이 붕괴하자 해당 이론가들은 식민지반봉건론을 포기하기에 이른다.

## 비판
식민지반봉건론은 남미의 종속 이론에 가장 큰 영향을 받았으나, 1980년대 민주화 운동 시기에는 일반적으로 마르크스주의의 일종으로 여겨졌다. 왜냐하면 식민지반봉건론은 카를 마르크스의 사적 유물론에 기초하고 있으며, 마오쩌둥 사상에서 주장하던 자본주의맹아론에 적지 않은 영향을 받은 것이었기 때문이다. 그러나 식민지반봉건론은 마르크스주의 사적 유물론을 카를 카우츠키의 경제적 교조주의의 연장선에서 이해한 것이었기에 엄밀히 말하여 정통마르크스주의의 한계를 여실히 갖고 있는 담론이다.

### 철학의 부재 및 기계주의
안병직은 실증주의(實證主義)에 기초한 마르크스주의 경제학 연구를 모토로 삼았지만, 본래 마르크스주의 경제학은 경험에 기반하는 실증주의가 아닌, 기하학적 사고에 기반하는 사변주의(思辨主義) 경제학에 속한다. 이는 마르크스주의 경제학이 실증주의를 중시하는 순수경제학 공간 내에서 비주류 경제학으로 취급받는 이유이기도 하다. 동시에 마르크스주의 경제학의 경제관은 기존 순수경제학의 경제관과 완전히 다르기에(특히 노동가치설에서 ‘노동’(arbeit)을 정의하는 부분에서는 철학 인식론과 상당한 긴밀성을 갖고 있다) 다른 학문적 잣대를 기반으로 해석되어야 한다.
이러함에도 불구하고 식민지반봉건론은 마르크스의 사적 유물론 도식을 사회에 기계적으로 적용한다. 식민지반봉건론은 사적 유물론의 기초인 변증법 철학에 대해서 무지하며, 이러한 변증법 성격(질료에 따른 감각 반응과 변증이라고 할 수 있는 모순이 존재하는 의식성 사이의 투쟁)을 경제 분석에 있어서 일절 적용하지 않았다. 본래 안병직의 식민지반봉건론은 교조적 경제주의에 경도된 일본 마르크스주의 경제학(멘셰비키주의 및 카우츠키주의) 문헌에 영향을 지대하게 받은 것이기에 이 특징이 더욱 두드러진다. 그리하여 이런 의미에서 식민지반봉건론은 레닌주의와는 더더욱 관계가 없었으며 오히려 상반된 입장이었는데, 레닌주의는 마르크스의 사적 유물론을 기반으로 하고 있다고 하더라도, 경제 조건에 대하여 기계적으로 해석하지 않으며, ‘혁명적 분위기 조성’(Революционная ситуация)이라는 인식론적 발현을 더욱 중요하게 여기고 있기 때문이다. 이는 식민지반봉건론이 참고했던 마오쩌둥 사상에서 더욱 강렬하게 강조되는 것임에도 불구하고, 식민지반봉건론은 마오쩌둥 사상의 극히 일부분만을 경제주의적으로 해석한 담론에 지나지 않았던 것이다. 동시에 수량경제학적 측면이 강한 식민지반봉건론은 경제 수치적으로 우월한 지표가 나타나는 시점에서는 무조건 당시 대중이 더 자유롭고 풍족한 삶을 누렸을 것이라고 오판한다. 즉 정치적 문제, 빈부격차, 민족 문제를 변수로 두려고 하지 않거나, 일체 부정하려는 태도를 보인다.
마르크스-레닌주의는 식민지반봉건론의 경제주의에 반대하며, 신식민지의 자본이라고 하더라도 일정 수준의 자본력을 복잡성이 증가된 결정론적 조건 속에서 얻게 된다면, 상대적으로 선진 자본주의인 국가의 자본력을 뛰어넘을 수도 있다고 보고 있다. 왜냐하면 자본은 태생적으로 경쟁적 성격을 갖고 있기 때문이다. 어제의 매판자본이 여러 복잡한 경로를 거쳐서 지속적인 자본 축적을 감행할 수 있다면, 매판자본은 자체적인 능력이 허용되는 선에서 선진 자본주의의 자본에 언제든지 대항할 것이다. 이런 점에서 반봉건사회 또는 신식민지의 자본은 예속적이면서도 동시에 경쟁적인 성격을 갖추고 있다.

### 식민사관
마르크스-레닌주의가 지적한대로, 식민지반봉건론은 교조적인 경제주의에 기초한 담론이다. 따라서 기계적인 저발전의 논리에 기반하여 사회구성체의 쇠락 및 발전을 판단하려고 한다. 본래 이러한 기계론적인 분석방법은 멘셰비키가 즐겨하던 방식이었기에 소비에트 연방의 주류 학계 내에서는 철저히 배격되던 방식이었다. 그러나 대한민국의 식민지반봉건론자인 안병직은 이러한 경제적 교조주의 해석을 버리지 못 하였으며, 대한민국 자본주의 발전을 계속 경제주의의 도식에 맞춰서 해석하려고 하였다. 그 결과 안병직은 오히려 식민지화가 자본주의 발전을 가능할 수 있게 한 원동력을 제공한 대사건이라고 규정하면서 철저한 식민지 근대화론자가 되었다.
따라서 해당 이론을 신봉했던 신-우익 이론가들은 일제강점기 당시의 식민지화도 오늘날 대한민국 발전의 원동력이 되었다는 설(說)인 식민지 수혜론을 강력하게 주장한다. 즉, 식민지화는 오히려 끊임없는 하부구조 형태 발전을 불러일으키는 유익한 것이라고 판단하게 된 것이다.

## 같이 보기
- 교조주의
- 뉴라이트
- 멘셰비키
- 식민지
- 안병직
- 종속 이론
- 카를 카우츠키
- NL